# Oeganda op de Olympische Zomerspelen 2024
Oeganda nam deel aan de Olympische Zomerspelen 2024 in Parijs.

## Medailleoverzicht
| Medaille | Naam             | Sport    | Onderdeel               | Datum      |
| -------- | ---------------- | -------- | ----------------------- | ---------- |
| Goud     | Joshua Cheptegei | Atletiek | 10.000 m (m)            | 2 augustus |
|          |                  |          |                         |            |
| Zilver   | Peruth Chemutai  | Atletiek | 3000 m steeplechase (v) | 6 augustus |

## Aantal Deelnemers
Hieronder volgt een overzicht van de atleten die zich reeds gekwalificeerd hebben voor de Olympische Zomerspelen van 2024.
| Sport       | Mannen | Vrouwen | Totaal |
| ----------- | ------ | ------- | ------ |
| Atletiek    | 9      | 11      | 20     |
| Roeien      | 0      | 1       | 1      |
| Wielersport | 1      | 0       | 1      |
| Zwemmen     | 1      | 1       | 2      |
| Totaal      | 11     | 13      | 24     |

## Deelnemers en resultaten

### Atletiek

#### Loopnummers
Mannen
| Atleet               | Onderdeel | Voorronde | Voorronde | Series | Series | Herkansingen | Herkansingen | Halve finale | Halve finale | Finale | Finale |
| Atleet               | Onderdeel | Tijd      | Rang      | Tijd   | Rang   | Tijd         | Rang         | Tijd         | Rang         | Tijd   | Rang   |
| -------------------- | --------- | --------- | --------- | ------ | ------ | ------------ | ------------ | ------------ | ------------ | ------ | ------ |
| Tarsis Orogot        | 200 m     | n.v.t.    | n.v.t.    | 20,32  | 1 Q    | bye          | bye          |              |              |        |        |
| Tom Dradriga         | 800 m     |           |           |        |        |              |              |              |              |        |        |
| Jacob Kiplimo        | 5000 m    |           |           | n.v.t. | n.v.t. | n.v.t.       | n.v.t.       |              |              |        |        |
| Jacob Kiplimo        | 10000 m   | n.v.t.    | n.v.t.    | n.v.t. | n.v.t. | n.v.t.       | n.v.t.       | 26:46.39     | 8            |        |        |
| Joshua Cheptegei     | 10000 m   | n.v.t.    | n.v.t.    | n.v.t. | n.v.t. | n.v.t.       | n.v.t.       | 26:43.14 OR  | Goud         |        |        |
| Martin Kiprotich     | 10000 m   | n.v.t.    | n.v.t.    | n.v.t. | n.v.t. | n.v.t.       | n.v.t.       | 28:20.72     | 22           |        |        |
| Victor Kiplangat     | marathon  | n.v.t.    | n.v.t.    | n.v.t. | n.v.t. | n.v.t.       | n.v.t.       |              |              |        |        |
| Stephen Kissa        | marathon  | n.v.t.    | n.v.t.    | n.v.t. | n.v.t. | n.v.t.       | n.v.t.       |              |              |        |        |
| Andrew Rotich Kwemoi | marathon  | n.v.t.    | n.v.t.    | n.v.t. | n.v.t. | n.v.t.       | n.v.t.       |              |              |        |        |

Vrouwen
| atlete                     | onderdeel           | series   | series | herkansingen | herkansingen | halve finale | halve finale | finale         | finale         |
| atlete                     | onderdeel           | tijd     | rang   | tijd         | rang         | tijd         | rang         | tijd           | rang           |
| -------------------------- | ------------------- | -------- | ------ | ------------ | ------------ | ------------ | ------------ | -------------- | -------------- |
| Halimah Nakaayi            | 800 m               | 2:00.56  | 4      |              |              |              |              |                |                |
| Winnie Nanyondo            | 1500 m              |          |        |              |              |              |              |                |                |
| Esther Chebet              | 5000 m              | 15:10.36 | 13     | n.v.t.       | n.v.t.       | n.v.t.       | n.v.t.       | niet geplaatst | niet geplaatst |
| Belinda Chemutai           | 5000 m              | 15:23.90 | 12     | n.v.t.       | n.v.t.       | n.v.t.       | n.v.t.       | niet geplaatst | niet geplaatst |
| Joy Cheptoyek              | 5000 m              | DNS      | DNS    | n.v.t.       | n.v.t.       | n.v.t.       | n.v.t.       | niet geplaatst | niet geplaatst |
| Joy Cheptoyek              | 10 000 m            | n.v.t.   | n.v.t. | n.v.t.       | n.v.t.       | n.v.t.       | n.v.t.       |                |                |
| Sarah Chelangat            | 10 000 m            | n.v.t.   | n.v.t. | n.v.t.       | n.v.t.       | n.v.t.       | n.v.t.       |                |                |
| Annet Chemengich Chelangat | 10 000 m            | n.v.t.   | n.v.t. | n.v.t.       | n.v.t.       | n.v.t.       | n.v.t.       |                |                |
| Peruth Chemutai            | 3000 m steeplechase |          |        | n.v.t.       | n.v.t.       | n.v.t.       | n.v.t.       |                |                |
| Mercyline Chelangat        | marathon            | n.v.t.   | n.v.t. | n.v.t.       | n.v.t.       | n.v.t.       | n.v.t.       |                |                |
| Rebecca Cheptegei          | marathon            | n.v.t.   | n.v.t. | n.v.t.       | n.v.t.       | n.v.t.       | n.v.t.       |                |                |
| Stella Chesang             | marathon            | n.v.t.   | n.v.t. | n.v.t.       | n.v.t.       | n.v.t.       | n.v.t.       |                |                |

Reserve 3000m steeplechase: Loice Chekwemoi

### Roeien
Vrouwen
| atleet         | onderdeel | series  | series | herkansingen | herkansingen | kwartfinale | kwartfinale | halve finale | halve finale | finale  | finale |
| atleet         | onderdeel | tijd    | rang   | tijd         | rang         | tijd        | rang        | tijd         | rang         | tijd    | rang   |
| -------------- | --------- | ------- | ------ | ------------ | ------------ | ----------- | ----------- | ------------ | ------------ | ------- | ------ |
| Kathleen Noble | skiff     | 8:08.90 | 5 H    | 8:15.10      | 3 HE/F       | n.v.t.      | n.v.t.      | 8:38.70      | 2 FE         | 7:56.10 | 26     |

Legenda: FA=finale A (medailles); FB=finale B (geen medailles); FC=finale C (geen medailles); FD=finale D (geen medailles); FE=finale E (geen medailles); FF=finale F (geen medailles); HA/B=halve finale A/B; HC/D=halve finale C/D; HE/F=halve finale E/F; KF=kwartfinale; H=herkansing

### Wielersport

#### Wegwielrennen
Mannen
| atleet         | onderdeel    | tijd | rang |
| -------------- | ------------ | ---- | ---- |
| Charles Kagimu | wegwedstrijd |      |      |

### Zwemmen
Mannen
| atleet          | onderdeel         | series | series | halve finale   | halve finale   | finale         | finale         |
| atleet          | onderdeel         | tijd   | rang   | tijd           | rang           | tijd           | rang           |
| --------------- | ----------------- | ------ | ------ | -------------- | -------------- | -------------- | -------------- |
| Jesse Ssengonzi | 100 m vlinderslag | 53,76  | 31     | niet geplaatst | niet geplaatst | niet geplaatst | niet geplaatst |

Vrouwen
| atlete        | onderdeel        | series | series | halve finale   | halve finale   | finale         | finale         |
| atlete        | onderdeel        | tijd   | rang   | tijd           | rang           | tijd           | rang           |
| ------------- | ---------------- | ------ | ------ | -------------- | -------------- | -------------- | -------------- |
| Gloria Muzito | 100 m vrije slag | 55.95  | 22     | niet geplaatst | niet geplaatst | niet geplaatst | niet geplaatst |